# Dacia Pick-Up
Dacia Pick-up je souhrnný název pro Dacii 1302, 1304, 1305, 1307 a 1309. Jsou to pick-upy vyráběné rumunskou firmou Dacia od roku 1975 do roku 2006. V roce 1975 začala výroba Dacie 1302. V roce 1982 ji nahradila Dacia 1304 a o dva roky později Dacia 1305. V roce 1992 se začaly vyrábět Dacia 1307 a 1309. Výroba Dacie 1309 skončila už roku 1997, ostatní modely se ale vyráběly až do roku 2006, kdy je nahradil Logan Pickup. Vozidlo bylo k dostání s motory o objemu 1,3 l, 1,4 l, 1,6 l a 1,9 l s pohonem předních kol nebo zadních kol nebo 4x4.

## Verze
| Verze      | Zkratka | Počet dveří |
| ---------- | ------- | ----------- |
| Double Cab | DC      | 4           |
| Drop Side  | DS      | 2           |
| Standard   | Pick-up | 2           |

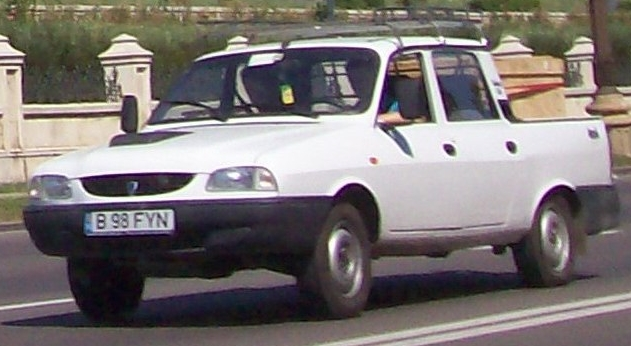
Dacia Pick-Up Double Cab
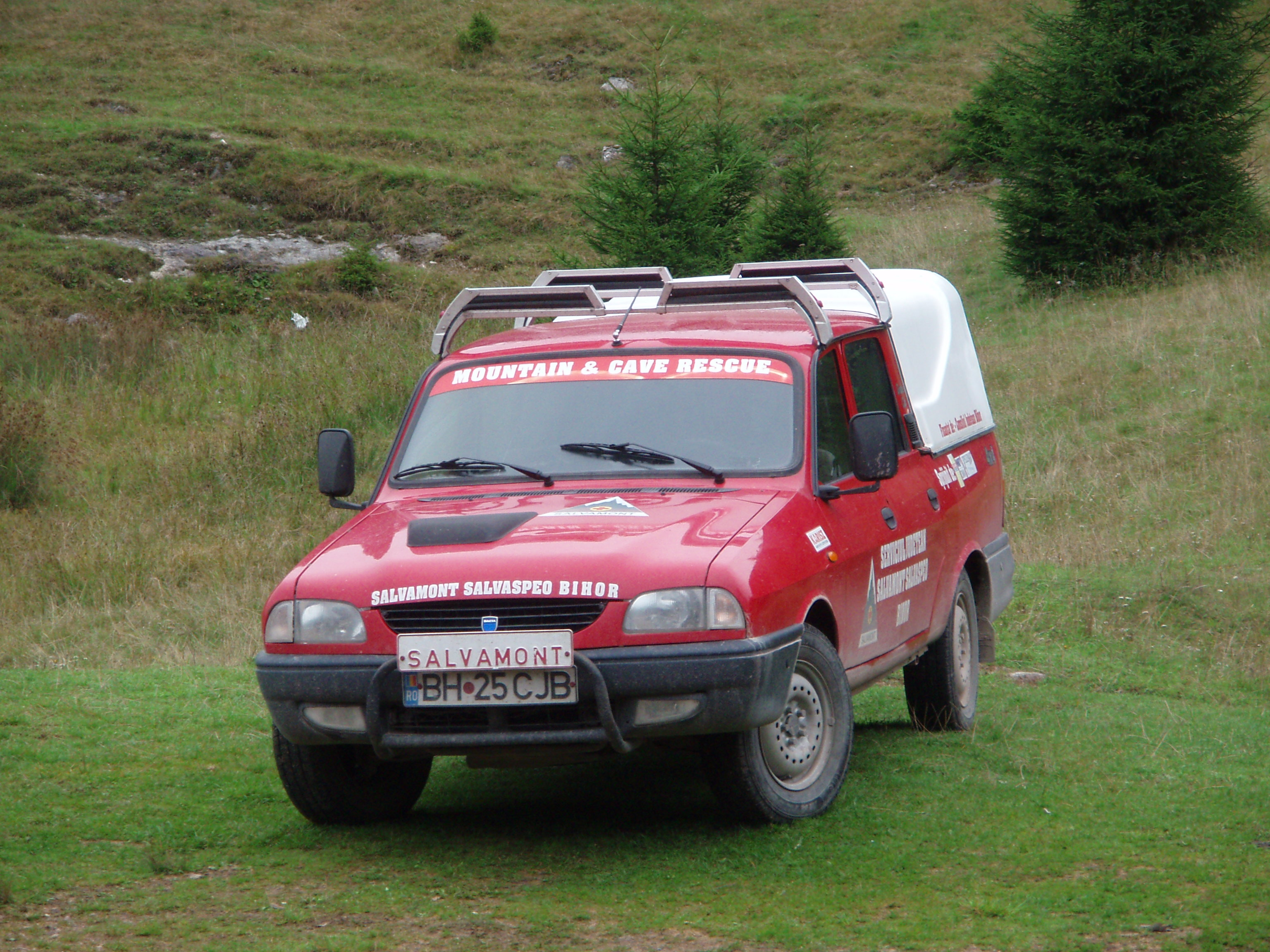
Dacia Pick-Up 4x4
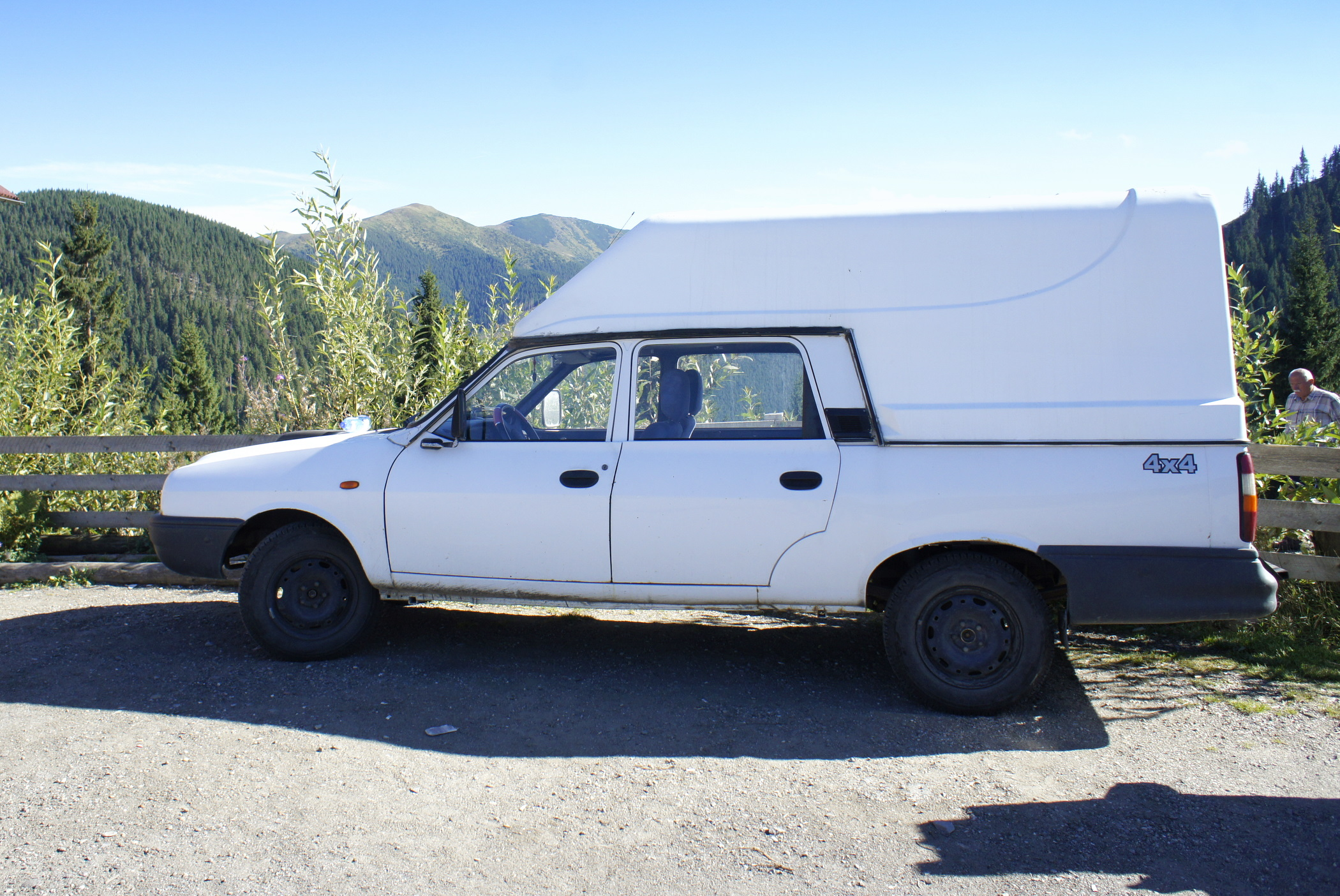
Dacia Pick-Up 4x4
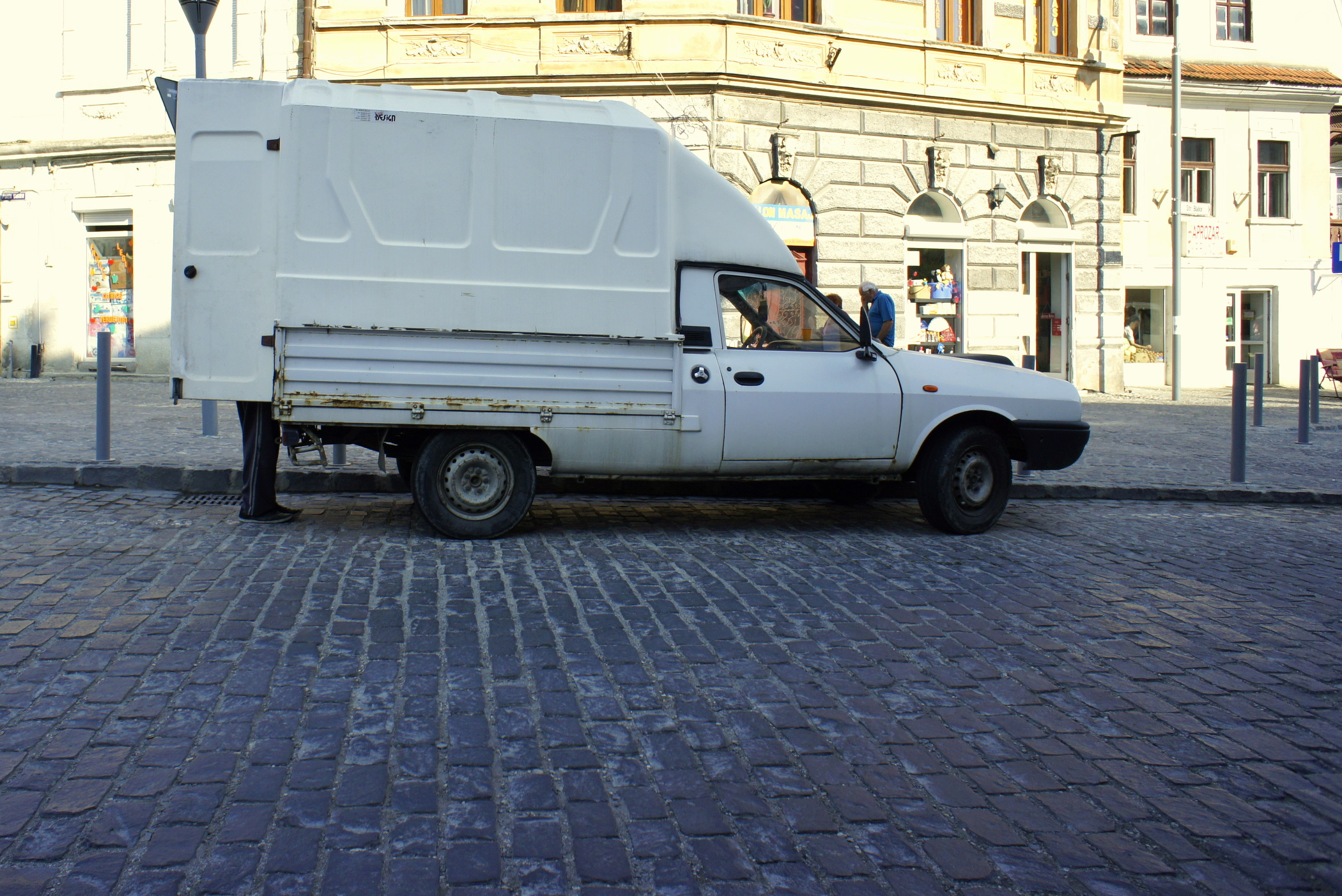
Dacia Pick-Up Standard